# 蓬塔穆松县
蓬塔穆松县（法語：canton de Pont-à-Mousson）是法国默尔特-摩泽尔省的一个县，位于法国东北部，中央投票站位于蓬塔穆松。

## 历史
蓬塔穆松县成立于1790年2月15日，和原默尔特省同时成立。
2015年3月重组。

## 现状
涵盖24个市镇。总人口34558人（2018年）。

## 职能
自2014年起，法国的县级行政机构仅保留地方选举（法語：Circonscriptions électorales）的职能。